# Orectognathus nigriventris
Orectognathus nigriventris é uma espécie de formiga do gênero Orectognathus, pertencente à subfamília Myrmicinae.